# Sclerophrys tihamica
Sclerophrys tihamica (Balletto & Cherchi, 1973)  è una specie di anfibio anuro della famiglia Bufonidae, diffuso nella Penisola Arabica, dal sud della Provincia della Mecca fino allo Yemen meridionale (Aden) .